# Ancient Order of United Workmen

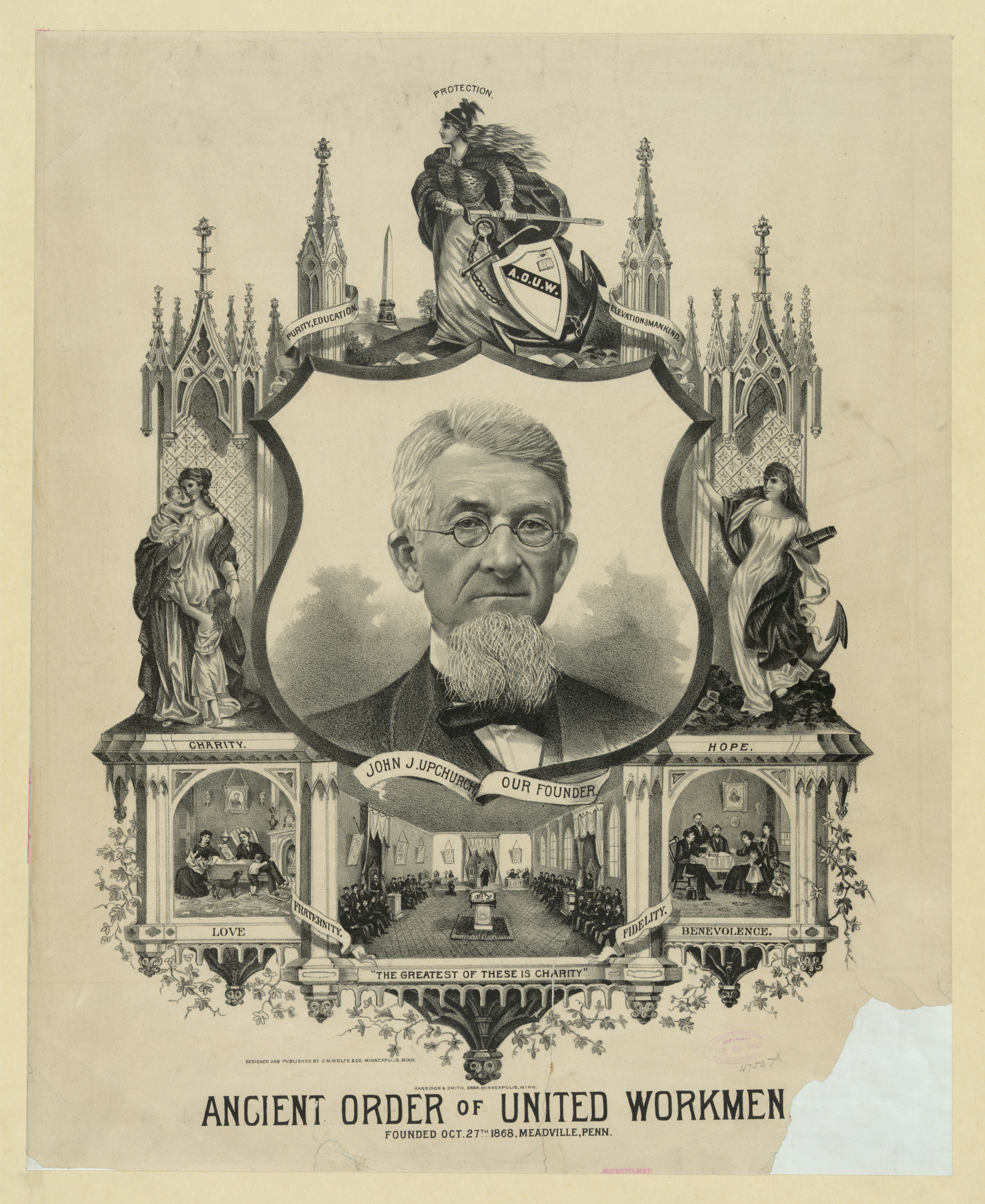
Ancient order of united workmen (1892)

Der Ancient Order of United Workmen ist eine US-amerikanische Bruderschaft, die nach dem Muster der  Freimaurer am 27. Oktober 1868 von John Jordan Upchurch in Meadville (Crawford County, Pennsylvania) als Brüderlicher Wohltätigkeitsverband für weiße Männer gegründet worden ist.

## Zielsetzung
Es war die Aufgabe des Ordens, sich um das Wohl verarmter Arbeiter und Einwanderer zu sorgen. In den Anfangsjahren war die Mitgliedschaft beschränkt auf Mechaniker; ausgeschlossen waren Rechtsanwälte, Bankiers und Unternehmer. Im Jahr 1870 wurden diese Einschränkungen abgeschwächt, doch weiterhin ausgeschlossen blieben Rechtsanwälte und Saloon-Betreiber, die wohl als Berufsgruppen beide im Verdacht standen, den armen Arbeitern nur „das Geld aus der Tasche zu ziehen“, sowie wohlhabende Männer, die nicht gewillt waren, ihr Vermögen in Handwerksbetriebe zu investieren und dadurch zusätzliche Arbeitsplätze zu schaffen.

## Mitglieder
- Moritz von Dobschütz (1831–1913), ab 1858 deutscher Unternehmer in Belleville
- Franz Dorotheus Geutebrück (1836–1896), Chirurg in Houston